# Culicoides kibatiensis
Culicoides kibatiensis är en tvåvingeart som först beskrevs av Maurice Emile Marie Goetghebuer 1935.  Culicoides kibatiensis ingår i släktet Culicoides och familjen svidknott. Inga underarter finns listade i Catalogue of Life.